# Tour de Cartier
El Tour de Cartier (llamado oficialmente: Tour of Cartier), es una carrera profesional de ciclismo en ruta por etapas que se realiza en Turquía, fue creada en el 2018 y recibió la categoría 2.2 dentro de los Circuitos Continentales UCI formando parte del UCI Europe Tour.

## Palmarés
| Año  | Ganador           | Segundo     | Tercero            |
| ---- | ----------------- | ----------- | ------------------ |
| 2018 | Cristian Raileanu | Onur Balkan | Oleksandr Polivoda |

## Palmarés por países
| País     | Victorias |
| -------- | --------- |
| Moldavia | 1         |